# Minmose

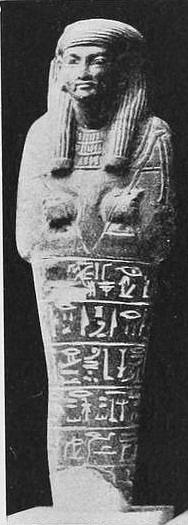
Uszebti z Minmose, wysoki oficer starożytnego Egiptu pod rządami faraona Amenhotepa II

Minmose (XV wiek p.n.e.), urzędnik i zarządca w okresie panowania faraonów Totmesa III i Amenhotepa II, brał udział w wyprawach wojskowych tych faraonów do Syrii i Nubii. Ponadto kierował budowa wielu świątyń oraz zajmował się zbieraniem podatków w imieniu faraona.